# Akamas (syn Tezeusza)
Akamas (gr. Ἀκάμας Akámas, łac. Acamas) – w mitologii greckiej królewicz, eponim szczepu attyckiego Akamantydów.
Uchodził za syna Tezeusza i Fedry oraz za brata Demofonta. Poślubił córkę króla Priama, Laodikę, z którą spłodził Munitosa.
Uciekł z Aten, gdy zaatakowali je Dioskurowie. Wraz z Diomedesem, synem Tydeusa, udali się do Troi z prośbą o uwolnienie Heleny Trojańskiej. Po wojnie przyprowadził swą babcię, Ajtrę, która była jeńcem w Troi. Był jednym z tych, którzy podczas wojny trojańskiej skryli się w drewnianym koniu.